# Xã Oakland, Quận Mahnomen, Minnesota
Xã Oakland (tiếng Anh: Oakland Township) là một xã thuộc quận Mahnomen, tiểu bang Minnesota, Hoa Kỳ. Năm 2010, dân số của xã này là 295 người.